# Daniela Öhman
Daniela Öhman (Helsinki, 16 marzo 1997) è una pallavolista finlandese, centrale del Münster.

## Carriera

### Club
La carriera di Daniela Öhman inizia nella stagione 2013-14 nel Kangasala, nella Lentopallon Mestaruusliiga finlandese, con cui vince la Coppa di Finlandia 2013. Nella stagione 2017-18 passa all'HPK Naiset, aggiudicandosi sia la coppa nazionale che lo scudetto.
Nell'annata 2018-19 viene ingaggiata dal Béziers nella Ligue A francese, categoria dove milita anche nella stagione successiva, ma con il Saint-Cloud Paris SF: tuttavia a campionato in corso viene ceduta al LiigaPloki, nella massima divisione finlandese. È ancora in Lentopallon Mestaruusliiga per l'annata 2020-21, tornando all'Hämeenlinnan.
Dopo aver iniziato anche la stagione successiva nel club finlandese, poco dopo l'inizio del campionato si trasferisce al Bergamo 1991, nella Serie A1 italiana, dove completa l'annata.
Nell'ottobre 2022, dopo un breve periodo di inattività, rientra in campo accettando la proposta delle tedesche del Münster disputando la 1. Bundesliga 2022-23.

### Nazionale
Nel 2013 viene convocata nella nazionale finlandese Under-18, mentre nel 2014 è in quella Under-19 e nel 2015 in quella Under-20.
Ottiene le prime convocazioni nella nazionale maggiore nel 2016. Nel 2017 vince la medaglia d'argento all'European League e nel 2024 quella d'argento all'European Silver League.

## Palmarès

### Club
- Campionato finlandese: 1

2017-18
- Coppa di Finlandia: 3

2013, 2017, 2019

### Nazionale (competizioni minori)
- European League 2017
- European Silver League 2024